# Diacetilipecósido sintasa
La Diacetilipecósido sintasa (EC 4.3.3.4) es una enzima que cataliza la siguiente reacción química:
Por lo tanto esta enzima posee como sustrato secologanina, y dopamina; y como producto diacetilipecósido, y H
2O.
Esta enzima pertenece a la familia de las liasas, más específicamente al grupo de las amina liasas, que actúan sobre enlaces carbono-nitrógeno. El nombre sistemático de esta clase de enzimas es deacetilipecósido dopamina-liasa (formadora de secologanina). También se la conoce como deacetilipecósido dopamina-liasa.